# Erik och Mackan knäcker den manliga koden
Erik och Mackan knäcker den manliga koden är en svensk TV-serie från år 2012 där Erik Ekstrand och Mackan Edlund undersöker vad som är manligt år 2012.
Originalvisningens första avsnitt sänds tisdag 6 mars 2012 på TV6, och därefter är det tänkt att nya avsnitt i serien skall visas under de följande tisdagarna i samma kanal.